# Haematopota limbata
Haematopota limbata är en tvåvingeart som beskrevs av Jacques-Marie-Frangile Bigot 1891. Haematopota limbata ingår i släktet Haematopota och familjen bromsar. Inga underarter finns listade i Catalogue of Life.